# Villa (Illas)
Villa és una parròquia del conceyu asturià d'Illas. Ocupa una superfície de 5,9 km² i té una població de 181 habitants (INE, 2011).
Està formada per les poblacions de La Llaguna, La Peluca Riba, Piniella i Zanzabornín.